# Annie D. Ure

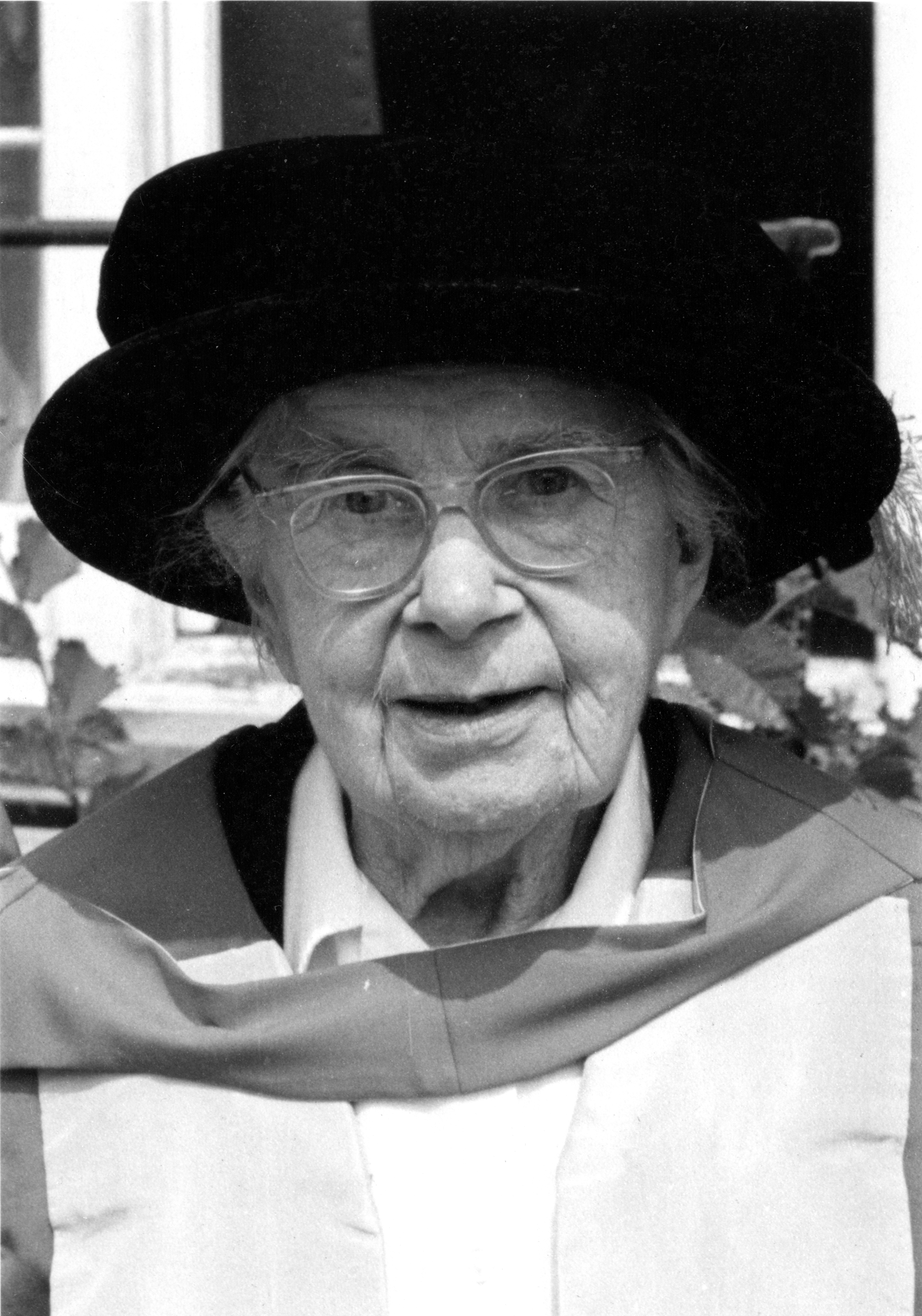
Ure bei der Verleihung der Ehrendoktorwürde 1976

Annie Dunman Ure (* als Annie Hunt am 3. Januar 1893 in Worcester; † 13. Juli 1976) war eine britische Klassische Archäologin. Ihre Karriere ist vor allem mit dem Ure Museum of Greek Archaeology verbunden, wo sie 54 Jahre lang als Kuratorin wirkte.

## Leben und Leistungen
Annie Hunt wurde als jüngstes von sieben Kindern des Uhrmachers und Juweliers George Henry Hunt und dessen Frau Elizabeth Ann geboren. Sie bezog die Stoneycroft School, ein kleines Internat für Mädchen in Southport, wo sie Nora Kershaw Chadwick kennenlernte. Ab 1911 studierte sie Altertumswissenschaften am in dem Jahr neu gegründeten University College, Reading. Hier gehörte sie zu den ersten Studierenden des Faches und zu den ersten Schülerinnen des neu berufenen Professors Percy N. Ure. Sie war aktiv in Studentenorganisationen, Vizevorsitzende des Student Representative Council und Präsidentin der Women’s Student Union. Sie zeigte Interesse an der Frage der Women’s Suffrage, wurde in der Frage jedoch nicht aktiv, da sie meinte, dass es erst einmal wichtiger war, einen Abschluss zu erreichen. Da Reading zu dieser Zeit noch keine Universität war und noch keine Abschlüsse vergeben durfte, erlangte Hunt ihren Bachelor-Grad (upper second-class degree) 1914 an der University of London. Im Anschluss lehrte sie kurzzeitig an ihrem alten Internat Stoneycroft und ging dann für die Fortsetzung ihres Studiums zurück nach Reading. Nach Ausbruch des Ersten Weltkriegs lehrte sie auf Betreiben ihres vormaligen Professors Percy Ure in Reading Classics in Vertretung der einberufenen männlichen Lehrer. 1918 heirateten sie und Ure. Sie bekamen zwei gemeinsame Kinder.
Annie Ure lehrte an The Abbey School, einer Privatschule für Mädchen in Reading, wo sie unter anderem Heather Brigstocke, Baroness Brigstocke förderte. Daneben lehrte sie weiterhin am Department of Classics der University of Reading. 1921 und 1922 leitete das Ehepaar Ausgrabungen im böotischen Rhitsona, wo Percy Ure schon in den 1900er Jahren unter Ronald Montagu Burrows gegraben hatte. Bei den Ausgrabungen, die mit dem bei Thukydides erwähnten Mykalessos assoziiert wurden, fokussierten sie sich auf die örtliche Nekropole, die eine große Zahl an Keramik zum Vorschein brachte. 1922 gründeten sie mit den 400 Funden, den Funden aus den früheren Grabungen Burrows’ sowie altägyptischen Objekten, die Hilda Petrie 1909 der Universität gestiftet hatte, das Reading Museum of Greek Archaeology an der University of Reading, dessen erste nebenamtliche Kuratorin Annie Ure wurde. Beide Ures wurden Fachleute für die böotische Keramik und Vasenmalerei. Annie Ure reiste in ihren jüngeren Jahren vielfach durch Europa und den Mittelmeerraum, um an den verschiedenen Museen zu forschen. Die Reisen finanzierte sie über ihre Tätigkeit an The Abbey School. Sie veröffentlichte gemeinsam mit ihrem Mann mehrere wichtige Arbeiten zur böotischen Keramik. Ure definierte unter anderem die Handschriften des Krokotos-Maler sowie die später von John D. Beazley als Gruppe von Walters 48.42 geführte Gruppe der Krokotos-Schalen und stellte mit ihrem Mann die Vasen der Klasse der Skyphoi A1 und A2 zusammen. Letztere Klassen werden auch als Ure’s Class of Skyphoi bezeichnet. Bis Percy Ure 1950 starb, waren es mehr als 50 gemeinsame Arbeiten. Höhepunkt der gemeinsamen Arbeit war ein 1954 publizierter Band des Corpus Vasorum Antiquorum, der die Hälfte des Museumsbestandes umfasste.
Ure wurde vielfach für ihre Leistungen geehrt. Schon früh wurde sie beispielsweise korrespondierendes Mitglied des Deutschen Archäologischen Instituts. Am 3. Juli 1976 wurde ihr für ihre mehr als 65 Jahre umspannenden Beiträge zur Wissenschaft die Ehrendoktorwürde der University of Reading verliehen. Zehn Tage später verstarb sie. 1984 wurde das Museum in Gedenken an Percy und Annie Ure in Ure Museum of Greek Archaeology umbenannt.

## Publikationen (Auswahl)
- mit Percy N. Ure: Sixth and Fifth Century Pottery from Rhitsona. Oxford University Press, Oxford 1927.
- mit Percy N. Ure: Corpus Vasorum Antiquorum. Great Britain 12. Reading 1. Oxford University Press, Oxford 1954.